# Allium dictyoscordum
Allium dictyoscordum är en amaryllisväxtart som beskrevs av Aleksei Ivanovich Vvedensky. Allium dictyoscordum ingår i släktet lökar, och familjen amaryllisväxter. Inga underarter finns listade i Catalogue of Life.